# Psychosozial-Verlag
Der Psychosozial-Verlag ist ein deutscher Buch- und Zeitschriftenverlag mit Sitz in Gießen. Er publiziert psychologische und sozialwissenschaftliche Bücher und Zeitschriften. Der Schwerpunkt liegt auf den Gebieten Psychoanalyse, Psychotherapie, Tiefenpsychologie, Psychosomatik, Familientherapie und der Verbindung zwischen psychologischen und sozialwissenschaftlichen Fragestellungen. Inhaber und Geschäftsführer sind Hans-Jürgen Wirth und Trin Haland-Wirth. Jährlich werden etwa 200 Neuerscheinungen veröffentlicht. Im Jahr 2002 gründeten Hans-Jürgen Wirth und Trin Haland-Wirth den Verlag Haland & Wirth als Imprint-Verlag des Psychosozial-Verlages. Die Liste lieferbarer Bücher beträgt nahezu 2300 Titel.

## Geschichte
Der Verlag wurde 1993 von dem Psychoanalytiker Hans-Jürgen Wirth gegründet. Die Verlagsgründung ging aus der Zeitschrift psychosozial hervor, die 1978 von Horst-Eberhard Richter gegründet wurde. Sie erschien von 1978 bis 1985 im Rowohlt-Verlag, von 1986 bis 1992 im Beltz-Verlag und erscheint seit 1993 im eigens für diese Zeitschrift gegründeten Psychosozial-Verlag. Später wurde das Verlagsprogramm stark erweitert.
Anfang 2018 verließ Trin Halan-Wirth die Geschäftsführung und überließ ihre Geschäftsanteile dem gemeinsamen Sohn Johann Wirth.

## Zielsetzung
Der Verlag hat sich zum Ziel gesetzt, den Dialog zwischen den „Psycho“- und den „Sozio“-Wissenschaften und zwischen den verschiedenen helfenden Berufen neu zu beleben.

## Buchreihen
Mit Stand 2019 werden unter anderem 24 Buchreihen verlegt, zu denen „Bibliothek der Psychoanalyse“, „Psyche und Gesellschaft“, „edition psychosozial“, „Imago“, „Psychoanalytische Pädagogik“, „Beiträge zur Sexualforschung“ und „Forschung Psychosozial“ gehören. In diesen Buchreihen finden sich sowohl allgemein verständliche Bücher für Leser, die an wissenschaftlich fundierten und verständlich dargestellten Ausführungen zu psychologischen und soziologischen Fragen interessiert sind, als auch Bücher und Fachzeitschriften, die sich vornehmlich an ein spezialisiertes Fachpublikum wenden.
Ebenso verhält es sich mit speziellen Reihen, die für verschiedene Fachgebiete vorgehalten werden, wie beispielsweise mehr als 140 Titel zur psychoanalytischen Kulturtheorie oder zahlreiche Titel zu den Themenschwerpunkten Gesellschaft, Kultur, Pädagogik und zu familienbezogenen Themen.

## Zeitschriften
Der Verlag gibt neben der Zeitschrift „psychosozial“ zehn weitere Fachzeitschriften im Schnittfeld von Psychoanalyse, Gesellschaftskritik, Kulturtheorie, Pädagogik, Kunst und Supervision heraus wie z. B. Journal für Psychologie, Freie Assoziation und Psychoanalyse im Widerspruch.

## Haland & Wirth im Psychosozial-Verlag
Im Frühling 2003 hat der Psychosozial-Verlag vom Bleicher-Verlag den Programmschwerpunkt übernommen, der sich mit den Themen Erinnerungskultur, Judaica, Holocaust und Israel beschäftigt. Daraus ist der Imprint-Verlag „Haland & Wirth im Psychosozial-Verlag“ hervorgegangen, den Trin Haland-Wirth gemeinsam mit Hans-Jürgen Wirth leitet.